# 1364 Safara
1364 Safara è un asteroide della fascia principale. Scoperto nel 1935, presenta un'orbita caratterizzata da un semiasse maggiore pari a 3,0108657 UA e da un'eccentricità di 0,0711743, inclinata di 11,49639° rispetto all'eclittica.
L'asteroide è dedicato ad André Safar, presumibilmente un conoscente dello scopritore del corpo celeste.